# Divisòria Congo-Nil

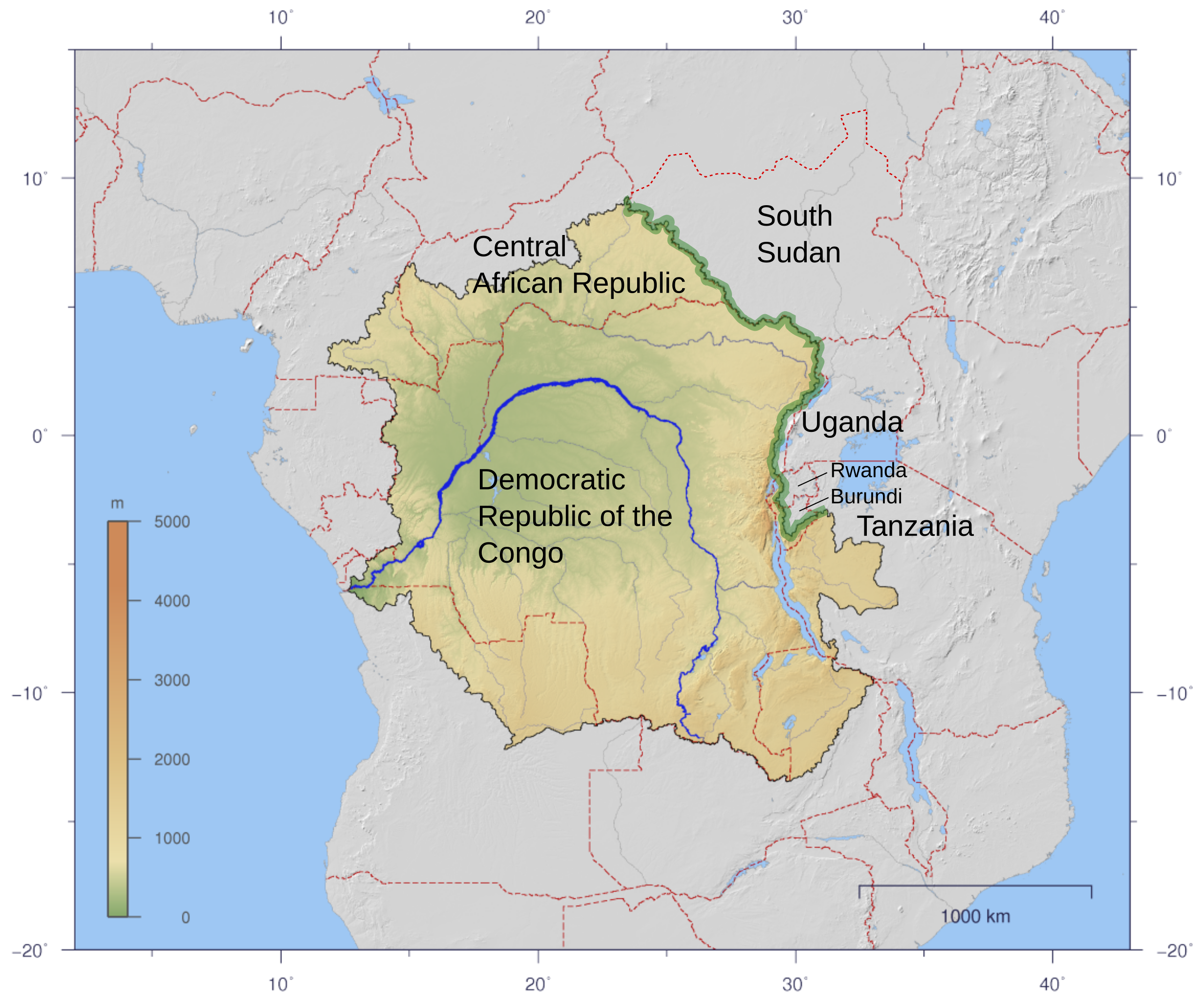
Conca del Congo amb la divisòria entre ella i la conca del Nil, a l'est, ressaltat en verd.

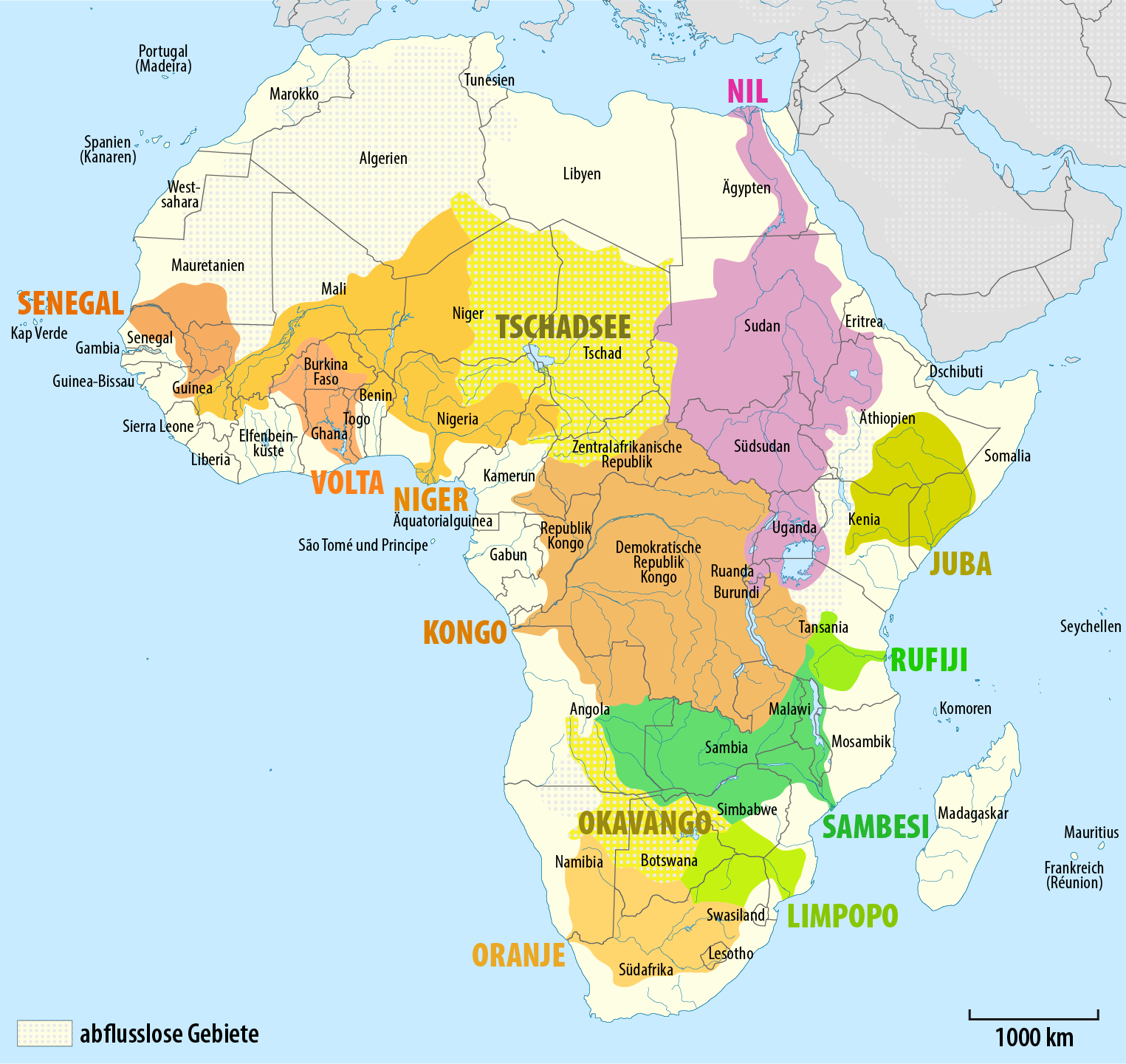
Les principals conques hidrogràfiques d'Àfrica: la del Nil està en morat i la del Congo en marró.

La divisòria Congo-Nil (o conca Nil Congo) és una de les principals divisòries continentals d'Àfrica, la que separa les conques de drenatge dels rius Nil i Congo. La conca del Congo —que drena 3.700.000 km² i pertany a tres països— i la conca del Nil —que drena 3.254.555 km² i és part d'onze països— són dos de les principals conques del món (la 3a. i la 5a.). La línia divisòria Congo-Nil té una longitud de prop de 2.000 km i discorre, o és frontera, de vuit països: República Centreafricana, Sudan, Sudan del Sud, República Democràtica del Congo, Uganda, Ruanda, Burundi i Tanzània.
Hi ha diverses seccions, geològica i geogràficament diferents, entre el punt més septentrional de la divisòria a la frontera entre la República Centreafricana i Sudan del Sud —on les conques del Nil i del Congo limiten amb la conca del Txad—, i el punt més meridional, en Tanzània, al sud-oest del llac Victòria, on divergeixen finalment les conques del Nil i del Congo.
Els nadius que viuen al llarg de la divisòria són diversos, principalment parlants de llengües sudàniques centrals en la part nord i de llengües bantus més al sud.
Al final del segle xix els colonialistes europeus van utilitzar la divisòria Congo-Nil com a límit entre els territoris controlats pels britànics, cap a l'est, i els territoris controlats pels francesos i els belgues, a l'oest. Això es va decidir en un moment en què pocs europeus havien visitat la zona, que encara no s'havia cartografiat, i suposar la separació dels membres d'alguns grups ètnics que vivien a ambdós costats de la divisió.

## Descripció de la divisòria

### Secció septentrional: Sudan

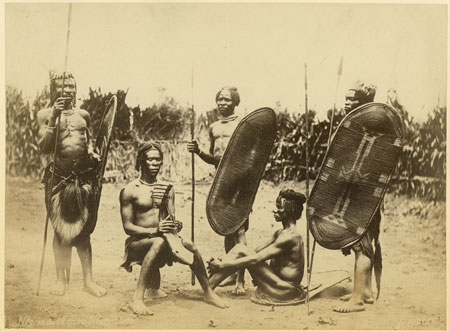
Natius azandes ca. 1880. El seu territori estava a banda i banda de la secció nord de la línia divisòria, que es va fer una frontera internacional en la Conferència de Berlín.

La divisòria continental Congo-Nil comença en el punt on es troben les conques del Congo, del Txad i del Nil, i es dirigeix en adreça sud-est, i després al sud, formant des del seu inici la frontera internacional entre Sudan del Sud i Uganda, a l'est, i entre la República Centreafricana i la República Democràtica del Congo, a l'oest.
La regió de l'altiplà d'Ironstone, entre Sudan del Sud i el sud de Sudan i el Congo, és tallada per nombrosos rierols que han format valls escarpades i estrets. Els vasts aiguamolls del Sudd, a Sudan del Sud, estan alimentats pel riu Bahr el-Jebel —«riu de les muntanyes», la branca principal del riu Nil Blanc— que drena el llac Albert i el llac Victòria en el sud, i també de deu rius més petits que descendeixen de la divisòria Congo-Nil, en l'altiplà d'Ironstone, que en conjunt proporcionen 20.000 hm³ d'aigua a l'any i s'uneixen en la conca del riu el-Ghazal.
La secció nord de la divisòria és de fàcil recorregut i pot haver estat, en l'edat del ferro, la principal via per a l'expansió bantú cap a l'est i el sud. La combinació de la desforestació —causada per la plantació de llavors per a l'agricultura— i la tinença de bestiar en propietat i els canvis a la tecnologia de les armes, amb la introducció del ferro, pot haver permès a les tribus parlants bantúes migrar cap al sud a través de la regió a Buganda, fa no més de 1500 anys. A partir d'aquí, haurien romàs encara més al sud.
Els pobles que ara viuen al llarg de la divisòria Congo-Nil a Sudan del Sud parlen llengües sudániques centrals, i inclouen al poble kresh. Havien viscut a l'oest de la divisòria, a la regió al sud del llac Txad, però es van veure obligats a desplaçar-se a l'est i al sud amb l'expansió de les poblacions que arribaven de més a l'oest.
Els europeus sabien poc sobre la zona en 1885, quan van establir el límit entre les esferes d'influència belga i francesa, cap a l'oest, i l'esfera d'influència britànica, a l'est. La línia passava pel territori dels azande, que vivien en els boscos densos de l'extrem sud-oest del que avui és Sudan del Sud i el nord-est del que avui és la República Democràtica del Congo. Al voltant del 29% d'ells vivien llavors en el Sudan, el 68% en el Congo i la resta en la colònia francesa de Ubangui-Chari, ara en la República Centreafricana.

### Secció central: a l'oest del rift albertí

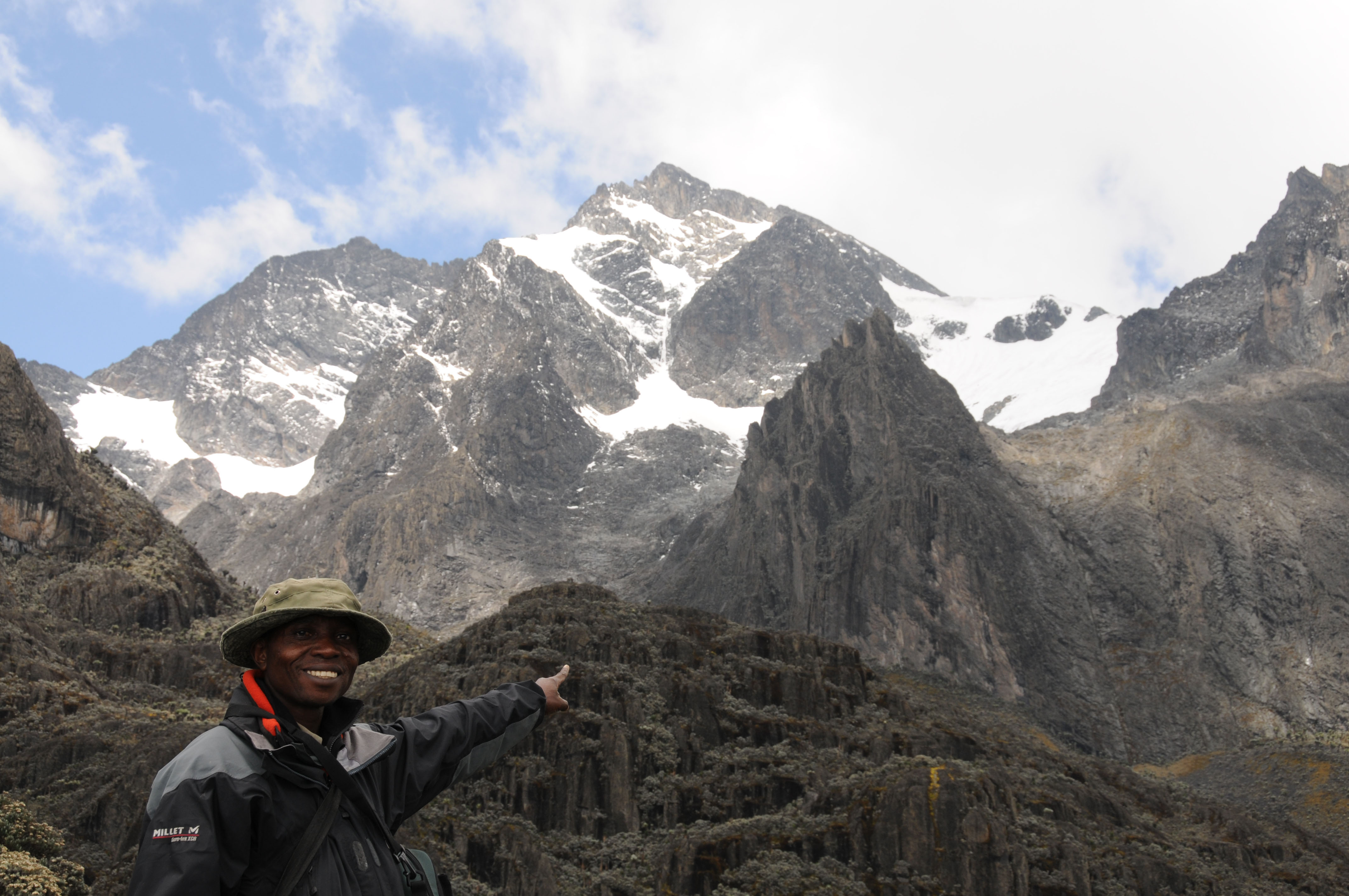
Les nevades muntanyes Ruwenzori en la part central de la divisòria, a l'oest de la falla Albertina.

En la secció central, la divisòria s'estén al llarg de les muntanyes que formen el flanc oest de la falla Albertina, des del llac Albert, en el nord, passant pel llac Eduard i anant cap a l'extrem nord del llac Kivu. La divisòria creua la falla albertina seguint la línia de les muntanyes Virunga, al nord del llac Kivu.
El massís de Virunga, a la frontera entre Rwanda i la República Democràtica del Congo, consisteix en un grup de vuit volcans. Dos d'ells, el Nyamuragira i el Nyiragongo, estan encara molt actius. Al sud de les Virunga, el llac Kivu desguassa cap al sud al llac Tanganyika a través del riu Ruzizi. El llac Tanganyika drena després en el riu Congo a través del riu Lukuga. Sembla probable que l'actual sistema hidrològic s'hagi establert recentment quan els volcans del massís Virunga van entrar en erupció i van poder haver bloquejat el córrer de l'aigua cap al nord, des del llac Kivu al llac Edward, fent que en el seu lloc descarreguessin cap al sud, en el llac Tanganyika. Abans, el llac Tanganyika, o les subconques separades en el que avui és el llac, poden no haver tingut cap sortida més que l'evaporació.

### Secció sud: a l'est del rift albertí

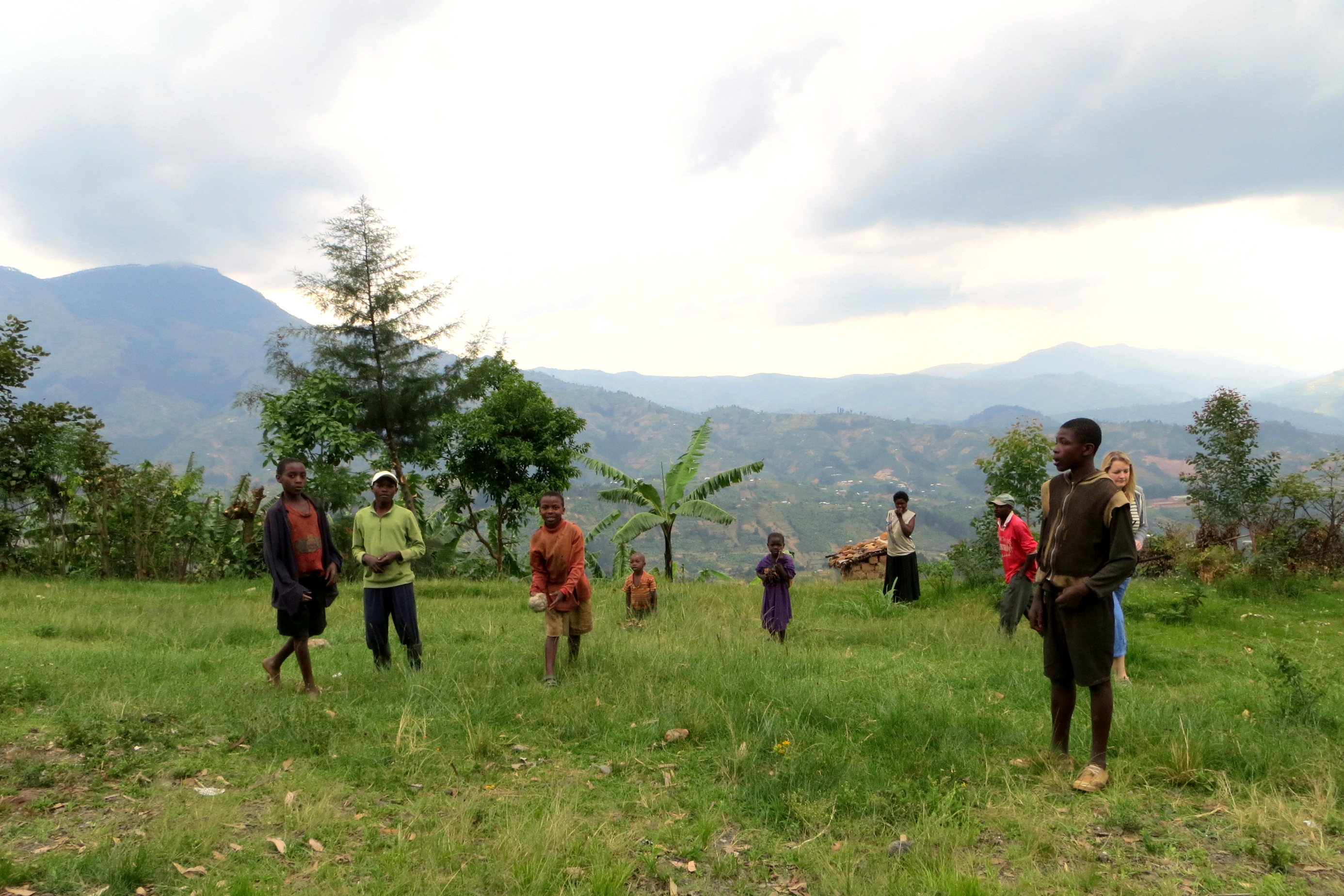
Muntanyes a Ruanda. Els volcans del fons són les muntanyes Virunga, llar dels goril·les de muntanya, una espècie en perill d'extinció crítica.

Al sud, la divisòria s'estén des d'un punt proper a l'escaira sud-oest del llac Victòria en direcció sud-oest a través de Tanzània i Burundi fins a les muntanyes que formen la paret oriental de la falla Albertina. La divisòria segueix cap al nord al llarg de les crestes d'aquestes muntanyes fins a l'est del llac Tanganyika i el llac Kivu.
Aquesta regió inclou el bosc de Nyungwe, a Rwanda, i el parc nacional de Kibira, a Burundi. Els parcs proporcionen un refugi per a diversos primats d'interès per a la conservació, i també per a espècies d'aus i plantes rares. Entorn d'aquestes zones protegides, les terres estan molt poblades i es practica intensament l'agricultura. L'agricultura és difícil a la regió, on els cims poden tenir més de 3.000 m d'altitud. Els parcs estan sota la pressió de la gent que viu prop d'ells. El riu Rukarara neix a la regió boscosa del sud de Rwanda, a l'est de la línia divisòria. La font del Rukarara se sap ara que és la font global del Nil, el punt a major distància fluvial aigües amunt de la desembocadura del riu.

## Exploració europea i establiment de límits

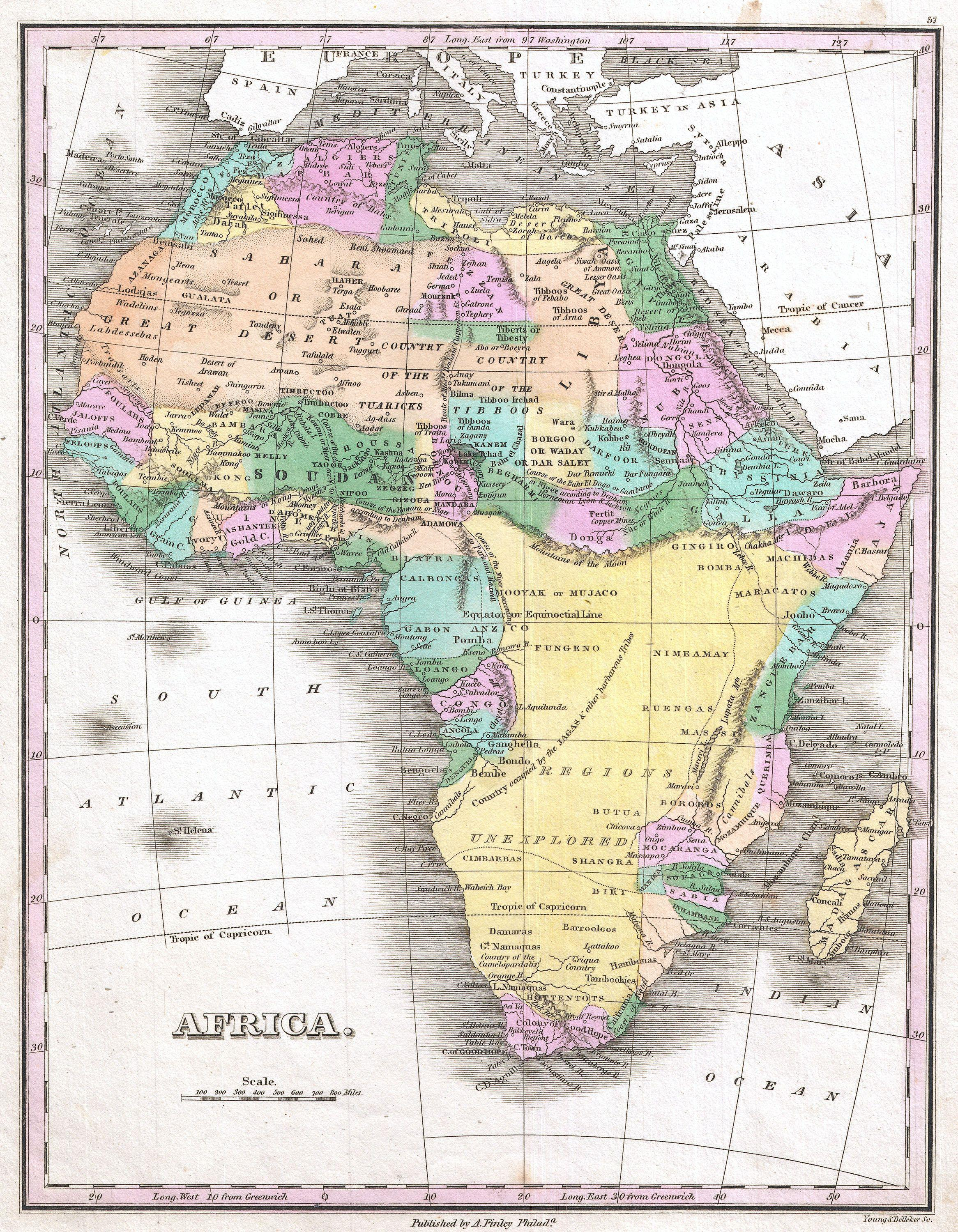
Un mapa de 1827, que reflecteix que es pensava que la conca del Congo seria molt més petita, i que el Nil naixia a les muntanyes de la Lluna, a l'oest de l'actual Sudan del Sud. La costa es representa amb exactitud, però l'interior i els Grans Llacs eren desconeguts.

L'accés a l'altiplà dels Grans Llacs d'Àfrica Oriental era difícil per als exploradors europeus del segle xix, amb inhòspites terres àrides o semiàrides, en el nord, est i sud-est, i els difícils boscos de la conca del Congo, en l'oest. La ruta des del sud a través dels llacs de la vall del Rift, Nyasa i Tanganyika, era més fàcil, i l'accés a la divisòria Congo-Nil des del nord-oest proporcionava la ruta més fàcil.
El riu Ruzizi, que flueix cap al sud en el llac Tanganyika, és part de la conca alta del riu Congo. Els exploradors britànics del segle xix, com Richard Francis Burton i John Hanning Speke, desconocedores de l'adreça del Ruzizi, van pensar que podria fluir cap al nord sortint del llac cap al Nil Blanc. El seu reconeixement i les exploracions que van seguir encapçalades per David Livingstone i Henry Morton Stanley van establir entre els europeus que no era així. El Ruzizi desemboca en el llac Tanganyika, que al seu torn desguassa a través del riu Lukuga, uns 120 km al sud d'Ujiji. El Lukuga flueix al seu torn cap a l'oest, desguassant en el riu Lualaba, un important afluent del Congo.
Altres exploradors europeus que van ajudar a traçar la regió van ser Panayotis Potagos (1839-1903), Georg August Schweinfurth (1836–1925), que va descobrir el riu Uele —encara que equivocadament va pensar que desembocava en la conca del Txad en lloc d'en la del Congo—, Wilhelm Junker (1840-1892) —que va corregir les teories hidrogràfiques de Schweinfurth sobre el Uele—, i Oskar Lenz (1848-1925).
En 1885, la Conferència de Berlín va acordar que la divisòria entre les conques del Nil i el Congo constituiria la frontera entre el Sudan britànic i l'Estat del Congo. En virtut d'un acord de 12 de maig de 1894 entre Gran Bretanya i el rei Leopold II de Bèlgica, l'esfera d'influència leopoldina de l'Estat Lliure del Congo estava limitada per «una frontera seguint el meridià 30ºE de Greenwich fins a la seva intersecció amb la divisòria d'aigües entre el Nil i el Congo, i des d'allí seguint la línia divisòria en direcció nord i nord-oest».
En 1907, D.C.I. Comyn va publicar un reconeixement, Western Sources of the Nile [Fonts occidentals del Nil], al Geographical Journal. Reclamava ser l'únic «blanc viu que havia creuat les capçaleres de tots els rius des del riu Wau fins al Bahr al-Arab». En 1911 Comyn, en el seu Service and Sport in the Sudan, va descriure els afluents del Nil que arribaven de la divisòria Congo-Nil cap a l'est de la República Centreafricana.
En 1915-1916, quan la divisòria va definir part de la frontera occidental del Sudan angloegipci, Cuthbert Christy va explorar la zona i va pensar que era un lloc adequat per construir un ferrocarril.
França i Gran Bretanya van arribar a un acord amistós en 1919 per definir la frontera entre el Sudan anglo-egipci i l'Àfrica Equatorial Francesa. La frontera correria al llarg de la línia divisòria del Nil i el Congo fins al paral·lel 11ºN, i després al llarg de la frontera entre les tribus de Darfur i Wadi. La major part d'aquesta àrea abans no havia estat explorada pels europeus. Una partida conjunta anglofrancesa va partir de Khartum a la fi de 1921 per reconèixer-la i cartografiar-la. La secció al llarg de la divisòria entre els paral·lels 5ºN i 11ºN, on l'Àfrica Equatorial Francesa es trobava amb el Congo Belga, era densament boscosa i estava deshabitada. L'expedició no podia comprar aliments als locals, per la qual cosa va haver de portar tot el que necessitaven. La fixació de la divisòria va ser summament difícil. La tècnica va consistir a marxar seguint la brúixola fins que s'arribava a un rierol i després seguir-ho aigües amunt fins a la seva última font, que sovint era un pantà, i determinar la seva ubicació. Els topògrafs van sofrir de la pobresa de la dieta —encara que hi havia abundant caça—, de malària i de les pluges torrencials. Els va prendre divuit mesos completar la tasca.